# لاري راي
لاري راي (بالإنجليزية: Larry Ray)‏ هو لاعب كرة قاعدة أمريكي، ولد في 11 مارس 1958 في ماديسون في الولايات المتحدة.

## وصلات خارجية
- لاري راي على موقعبيزبول رفرنس.كوم (الدوري الرئيسي) (الإنجليزية)
- لاري راي على موقعبيزبول رفرنس.كوم (الدوري الثانوي) (الإنجليزية)
- لاري راي على موقع مشجعي الرسوم البيانية (الإنجليزية)